# Downhill (film, 1927)
Pour le film de 2020, voir Downhill (film, 2020).
Pour plus de détails, voir Fiche technique et Distribution.
Downhill est un film muet britannique réalisé par Alfred Hitchcock, sorti en 1927. 

## Synopsis
Par loyauté, un étudiant est puni pour une faute commise par un camarade. Il est exclu de son école, rejeté par sa famille, et sa vie va de dégringolade en dégringolade.

## Fiche technique
- Titre original : Downhill ; When Boys Leave Home (USA)
- Titre français : Downhill ; C'est la vie... ou La Pente (titres alternatifs)
- Réalisation : Alfred Hitchcock
- Scénario : Eliot Stannard, d'après la pièce homonyme de Ivor Novello et Constance Collier
- Direction artistique : Bertram Evans
- Photographie : Claude MacDonell
- Montage : Ivor Montagu
- Production : John Maxwell
- Société de production : Gainsborough Pictures
- Société de distribution : Wardour Films
- Pays d'origine :  Royaume-Uni
- Format : Noir et blanc - 35 mm - 1,33:1 - Muet
- Genre : Drame
- Durée : 82 minutes
- Dates de sortie : 
  - Royaume-Uni : 24 octobre 1927
  - France : ?

## Distribution
- Ivor Novello : Roddy Berwick
- Robin Irvine (en) : Tim Wakeley
- Isabel Jeans : Julia
- Ian Hunter : Archie
- Annette Benson : Mabel
- Norman McKinnel : Sir Thomas Berwick
- Lilian Braithwaite : Lady Berwick
- Jerrold Robertshaw : le révérend Henry Wakeley
- Sybil Rhoda : Sybil Wakeley

## Autour du film
- Dans les scènes montrant la maladie de Roddy, le film est teinté en vert pâle[1] pour accentuer l'aspect fiévreux.

## Copies
L'édition en DVD du Chant du Danube chez Universal en 2012, contient en bonus une copie de Downhill (durée : 1h 22).